# Автоматы Калашникова «двухсотой серии»
Автоматы Калашникова двухсотой серии являются развитием сотой серии с целью соответствия современным требованиям. АК200 и созданные на его базе автоматы относятся к пятому поколению автоматов Калашникова, включающему в себя автоматы на базе АК-12 и, частично, АК-РМО. Двухсотая серия включает в себя автоматы АК200, АК201, АК202, АК203, АК204, АК205. АК200 и АК205, АК201 и АК202, АК203 и АК204 — «полноразмерные» и с укороченным стволом версии, использующие патроны 5,45 × 39, 5,56 × 45, 7,62 × 39 миллиметров, соответственно.
Главным развитием относительно предыдущих поколений АК является возможность использования современного тюнинга оружия, устанавливаемого на планку Пикатинни, в том числе появление обеспечивающего стабильную среднюю точку прицеливания крепления прицелов на крышку ствольной коробки.
Автоматы получили индексы ГРАУ по аналогии с соответствующими автоматами сотой серии. Так, АК203 получил индекс 6П45-1, в то время как индекс АК-103 — 6П45.
Автомат поступил на вооружение ФСВНГ РФ, был представлен Рособоронэкспортом для закупки иностранными заказчиками.

## Особенности автомата
Отличиями от автоматов сотой серии являются:
- изменённая ствольная коробка, не предусматривающая классической для АК системы фиксации складывающегося влево приклада;
- крепящаяся шарнирно и фиксирующаяся поворотным флажком крышка ствольной коробки с планкой Пикатинни;
- изменённая стойка целика, адаптированная под крепление крышки ствольной коробки;
- планка целика, размеченная до 800, а не 1000 метров, на автоматах с длинным стволом (на коротких автоматах двухсотой серии планка сохранила разметку до 500 метров);
- дульное устройство 6Ч63.13, представляющее собой щелевой пламегаситель без нижней щели с целью эффекта компенсации отдачи, аналогичное дульному устройству АК-РМО;
- изменённое цевьё из стеклонаполненного полиамида, имеющее длинную планку Пикатинни на нижней стороне и съёмные короткие на правой и левой стороне и антабка ремня, устанавливаемая на эти планки, аналогичные таковым у АК-РМО;
- изменённая ствольная накладка из стеклонаполненного полиамида, имеющая длинную планку Пикатинни на верхней стороне, аналогичная ствольной накладке АК-РМО;
- комплектный магазин 6Л23-01, аналогичный комплектному магазину АК-12;
- изменённый флажок переводчика-предохранителя 6Ч63.Сб11, имеющий «полочку» под указательный палец, аналогичный флажку АК-12 и АК-РМО. Ранние АК двухсотой серии имели иной предохранитель — с педалью под указательный палец, имеющей форму дуги и насечку, но без дополнительной пластинчатой пружины фиксации в выбранном положении;
- отсутствие крепления ласточкин хвост на левой стороне ствольной коробки;
- пистолетная рукоять 6Ч63.Сб18, включающая в себя принадлежность (пенал), аналогичная рукояти АК-РМО и АК-12 обр. 2016 года;
- четырёхпозиционный телескопический приклад на трубе приклада круглого сечения, с возможностью складывания влево, с фиксатором в сложенном положении расположенным в передней части приклада, имеющий регулируемый по высоте затыльник и возможность установки щеки приклада, аналогичный прикладу АК-12 образца 2016 года. При этом труба приклада отличается от трубы приклада АК-12, так как различаются ствольные коробки автоматов;
- конструктивные элементы, установленные на ствол, фиксируются методом штифтования, вместо обжатия, что позволяет достигать лучших показателей по кучности.

Кроме того, был разработан глушитель 6Ч65. Автомат может комплектоваться передней рукояткой 6Ч64 и может использовать совместимые с российскими АК штык-ножи и подствольные гранатомёты.

## История
Автомат является логичным развитием предыдущего поколения автоматов Калашникова, устраняя некоторые его основные недостатки, почти без принципиальных изменений конструкции оружия. Первоначально двухсотая серия разрабатывалась ОАО «ИжМаш» в конце 2000-х годов, однако, вероятно, в связи с работами по другим направлениям, на тот момент проект был заморожен. После ОКР «Ратник» и «Обвес» работы по АК-200 были возобновлены с учётом полученных наработок.
Двухсотая серия впервые была представлена публике в 2017 году с наименованиями АК74М1, АК101М1 и далее аналогично. В 2018 году двухсотая серия впервые была показана под нынешними наименованиями.

## Страны-эксплуатанты
- Индия: АК-203 выбран в качестве основного оружия Сухопутных войск. Всего законтрактовано 670 тысяч штук, из которых 601 тыс. будет произведено по лицензии предприятием IRRPL совместно с Korwa Ordnance Factory. Первая партия локализованных автоматов передана армии 5 июля 2024[1].
- Россия: АК-200 и АК-205 ограниченно применяются Росгвардией[2].